# Snilstveitøy
Snilstveitøy est une île dans le landskap Sunnhordland du comté de Vestland. Elle appartient administrativement à Kvinnherad.

## Géographie
Rocheuse et couverte d'arbres, elle s'étend sur environ 3,8 km de longueur pour une largeur approximative de 2,8 km. 